# Monotropie
Monotropie (griech. monos ‚einzig‘, trópos ‚Wendung‘) bezeichnet die Erscheinung, dass nur eine einzige feste Modifikation eines Elements oder eines Kristallgitters stabil ist. Die unter bestimmten Bedingungen metastabilen Formen lassen sich irreversibel in die stabilen überführen.
Die Monotropie ist ein Spezialfall der Allotropie.